# تپه قلانقوره
تپه قلانقوره مربوط به عصر آهن - دوره اشکانیان است و در شهرستان گیلانغرب، دهستان گواور، ۶۰۰ متری شمال روستای باسکله درانبار واقع شده و این اثر در تاریخ ۲۷ اسفند ۱۳۸۶ با شمارهٔ ثبت ۲۲۳۷۰ به‌عنوان یکی از آثار ملی ایران به ثبت رسیده است.